# Tanaorhinus dimissa
Tanaorhinus dimissa är en fjärilsart som beskrevs av Walker 1861. Tanaorhinus dimissa ingår i släktet Tanaorhinus och familjen mätare. Inga underarter finns listade i Catalogue of Life.